# ペトラ・ミュラー
ペトラ・ミュラー (Petra Müller-Schersing、1965年10月18日-)は、旧東ドイツの陸上競技選手。1988年ソウルオリンピックの銀メダリストである。

## 経歴
ミュラーは、1988年ソウルオリンピックの400mと4×400mリレーに出場。400mでは、ソ連のオルガ・ブリズギナに次いで銀メダルを獲得。4×400mリレーでは東ドイツ代表として、ダグマル・ノイバウアー、キルステン・エメルマン、ザビーネ・ブッシュとともに、銅メダルを獲得した。

## 主な実績
| 年   | 大会                             | 場所                         | 種目         | 結果 | 記録      |
| ---- | -------------------------------- | ---------------------------- | ------------ | ---- | --------- |
| 1986 | ヨーロッパ室内陸上競技選手権大会 | マドリッド(スペイン)         | 400m         | 2位  | 51秒59    |
| 1986 | ヨーロッパ陸上競技選手権大会     | シュトゥットガルト(西ドイツ) | 400m         | 3位  | 49秒88    |
| 1986 | ヨーロッパ陸上競技選手権大会     | シュトゥットガルト(西ドイツ) | 4×400mリレー | 1位  | 3分16秒87 |
| 1987 | 世界陸上競技選手権大会           | ローマ(イタリア)             | 400m         | 2位  | 49秒94    |
| 1987 | 世界陸上競技選手権大会           | ローマ(イタリア)             | 4×400mリレー | 1位  | 3分18秒63 |
| 1988 | ヨーロッパ室内陸上競技選手権大会 | ブダペスト(ハンガリー)       | 400m         | 1位  | 50秒28    |
| 1988 | オリンピック                     | ソウル(韓国)                 | 400m         | 2位  | 49秒45    |
| 1988 | オリンピック                     | ソウル(韓国)                 | 4×400mリレー | 3位  | 3分18秒29 |
| 1990 | ヨーロッパ陸上競技選手権大会     | スプリト(ユーゴスラビア)     | 400m         | 2位  | 50秒51    |
| 1990 | ヨーロッパ陸上競技選手権大会     | スプリト(ユーゴスラビア)     | 4×400mリレー | 1位  | 3分21秒02 |